# Libratus
Libratus es un programa de ordenador de inteligencia artificial diseñado para jugar al Póquer, específicamente modalidad "no-limit Texas hold 'em".

## De fondo
Aunque Libratus se ha escrito desde cero,  es el sucesor nominal  de Claudico. Como su predecesor, su nombre es una expresión latina  y significa 'equilibrado'.

## 2017 Cerebros contra AI
De enero 11 a 31, 2017, Libratus se enfrentó en un torneo contra cuatro jugadores profesionales de póquer, concretamente Jason Les, Dong Kim, Daniel McAulay y Jimmy Lionesa. Para obtener resultados de importancia más estadística, se jugaron 120,000 manos, un 50% más respecto al torneo anterior que Claudico jugó en 2015. Para manejar el volumen extra, se aumentó la duración del torneo de 13 a 20 días.